# AIMP
AIMP(영어: Artem Izmaylov Media Player)는 러시아 개발자인 Artem Izmaylov가 처음 만들었고, 지금은 AIMP 개발 팀에서 공동으로 개발하는 무료 음악재생기이다. XMPlay의 BASS엔진을 기반으로 가볍고 안정적인 음악재생기를 지향한다. 버전 3.00부터는 자체 오디오 엔진을 사용한다. 윈도우 2000 또는 그보다 높은 버전의 윈도우 OS에서 사용 가능하며 윈도우 2000에서 사용시 GDI+ 라이브러리가 필요하다.

## 역사

### 버전 1.5x-1.7x
- 2006년 8월 8일 AIMP Classic이라는 이름으로 최초로 공개됐다.

### 버전 3.xx
- 전반적으로 새로운 프로그램 스타일
- 반투명 커버 완벽 지원
- 자체 오디오 엔진
- 새롭게 탄생한 음악 라이브러리
- ReplayGain 완벽 지원

## 지원 확장자
| - AudioCD - CDA - AIF - AIFF - IT - MP1 - MP2 - MP3 - MP3Pro - MOD - MTM - MO3 - OGG - S3M - UMX - WAV - WMA - XM - FLAC - ALAC - MP4 - M4A - MPC - WV - APE - MID - KAR - RMI - AAC - M3U - M3U8 - PLC - PLS - CUE |

## 특징
- 가벼우며 확장코덱 설치가 용이하다.
- 웹 브라우저에 주로 쓰이는 탭 형식의 재생 목록을 지원한다.
- 오디오 라이브러리, 어드밴스드 태그 에디터, 오디오 컨버터 / CD-그래버, 오디오 레코더 등의 추가 유틸리티등을 제공한다

## 평가
- CNET 편집자의 AIMP2 평가

2009년 11월 6일 AIMP2평가에서 CNET 편집자는 5점 만점에 4점을 주었다.
- 소프트피디아닷컴 편집자의 AIMP Classic 2.02 Beta 평가

2007년 9월 6일 AIMP Classic 평가에서 소프트피디아닷컴 편집자는 5점 만점에 4점을 주었다.

## 같이 보기
- XMPlay
- 윈앰프
- 미디어 플레이어
- foobar2000